# Mujer Negativa
La Mujer Negativa (Valentina Vostok, deletreado también como Valentina Vostock), es un personaje ficticio creado para la editorial DC Comics, apareció por primera vez en las páginas de la historieta Showcase Vol. 1 #94 (agosto de 1977), creada para ser la versión femenina del super-héroe conocido como el "Hombre Negativo", por tanto, ambos personajes poseen los mismos poderes, así como al mismo equipo, la Doom Patrol.
Valentina Vostok hizo su aparición en vivo en la primera temporada de Legends of Tomorrow, interpretada por Stephanie Corneliussen. Mariana Klaveno interpretó al personaje en la segunda temporada de la serie Doom Patrol de DC Universe / HBO Max.

## Biografía ficticia del personaje
La teniente coronel rusa Valentina Vostok de la Fuerza Aérea Soviética robó un avión de combate ruso experimental con el fin de desertar hacia los Estados Unidos. El avión no funcionó bien durante el camino y se estrelló al aterrizar en el mismo lugar donde la original Doom Patrol aparentemente habían muerto y de algún modo, entró en contacto con la misteriosa ente de energía negativa del original Hombre Negativo, con el cual se fusionó con dicho ser de energía negativa. Sin embargo, en vez de ser capaz de expulsarlo fuera de su cuerpo bajo su control, Vostok ganó la capacidad para transformarse en tal ser. Años después, reveló el villano de la Doom Patrol Cerebro, que Niles Caulder (conocido como "El Jefe"), fundador de la Doom Patrol, había manipulado la transformación de Valentina en una superheroína, con el fin de crear a un sustituto tras la presunta muerte del Hombre Negativo.
Suponiendo que adoptaría el nombre de la Mujer Negativa, después de que Valentina desertó a los Estados Unidos, terminó por convertirse en miembro de la segunda encarnación de la Doom Patrol durante varios años. Valentina tuvo una relación sentimental con su compañero de equipo Joshua Clay, también conocido como Tempest, pero muy pronto tendría que romper su relación debido a la naturaleza de sus poderes cambiantes para que coincidiera con la de su predecesor: su cuerpo se convirtió en un ente de energía permanente de radiación, lo que requirió que se pusiera constantemente los vendajes que bloqueaban la radiación sobre la totalidad de su cuerpo y el ser de energía negativa saldría de ella bajo su mando mental.
En última instancia, cuando el Hombre Negativo finalmente fue encontrado vivo y rescatado por la nueva Doom Patrol, la energía negativa abandonó a Valentina y regresó al cuerpo de Larry Trainor. Aunque inicialmente estaba furiosa por haber perdido su poder y haber sido reemplazada por el Hombre Negativo (Larry Trainor), este último rechazo el poder y se lo devolvió, permitiéndole que Valentina dejara a la Doom Patrol en buenos términos, sin saber que la energía negativa finalmente regresaría a Trainor y reclamaría nuevamente sobre el como su ser al cual era su verdadero huésped, y por el cual terminó convirtiéndose en la entidad conocida como "Rebis".
Valentina posteriormente trabajó con el Servicio Secreto estadounidenses,  y estaría involucrada en una serie de departamentos gubernamentales de los EE. UU., incluyendo servir durante un tiempo como la jefa de la denominada "La Agencia" y posteriormente convirtiéndose en Reina Blanca de "Checkmate".

### Como Reina Blanca de"Checkmate"
Vostok sería nombrada Reina Blanca de las últimas encarnaciones del equipo conocido como  "Checkmate", sustituyendo a Amanda Waller.

### Crisis Final
Una vez más una nueva Mujer Negativa reaparecería como personaje dentro de la Fuerza de Ataque de Blüdhaven en las páginas de Final Crisis #4 siendo enviada por "Checkmate". Entre ellos se incluía al Conde Vértigo y a los Caballeros Atómicos. Sin embargo, esta no sería la misma Valentina Vostok, puesto ella sería vista bajo el control mental a las órdenes de Darkseid en las páginas del tie-in de la serie limitada, "Final Crisis: La resistencia".

### La noche más oscura
Valentina fue aparentemente asesinada durante los acontecimientos de Crisis Final, ya que su cadáver se fue reanimada como miembro no muerto de los Black Lantern Corps, durante la serie regular de la Doom Patrol, un Tie-In de la historia derivada del evento conocido como "La noche más oscura". Ella termina atacando a Larry Trainor, utilizando una versión corrupta de la entidad de energía negativa (a partir de una construcción creada por su anillo de poder negro, junto con la combinación de una reactivación de sus antiguos poderes, algo que no quedó claro en dicho cómic). Trainor absorbió ambas criaturas negativas, tomando el control y enviando a ambos al cuerpo de Valentina. Esto hizo que su cuerpo se sobrecargara y explotara, destruyendo el anillo negro.

### Los Nuevos 52/DC Renacimiento
El reboot de la continuidad del Universo DC bajo la iniciativa Los Nuevos 52 (2011), la Mujer Negativa aparecería por primera vez en las páginas de la Liga de la Justicia Vol.2 #24 siendo observada desde un sistema cerrado de televisión por parte del villano conocido como Grid, y más tarde regresa en las páginas de Liga de la Justicia Vol.2 #27 donde es mostrada aparentemente ser asesinada por Johnny Quick y Atómica.

## Poderes y habilidades
Valentina Vostok estuvo atada a un ente Radiactivo "suyo-alma" que le permite ser capaz de volar, intangibilidad y puede generar explosiones de menor importancia al contacto con energía positiva, y temporalmente, acceder a la proyección astral. Esta ente es un ser de una dimensión conocida como la Dimensión negativa. Sin embargo, también era capaz de convertirse en su propio cuerpo físico en el ser negativo. Este ente para poder vivir no puede separarse de Valentina por más de 60 segundos, sin embargo, recientemente adquirió poder superar más de esos 60 segundos. Actualmente perdió sus poderes cuando el ente negativo que la poseyó regresó al Hombre Negativo Larry Trainor.

## Aparición en otros medios

### Acción en vivo
- Valentina Vostok aparece en Legends of Tomorrow interpretada por Stephanie Corneliussen, en los episodios de la primera temporada, "White Knights" y "Fail-Safe".[9] En 1986, Vostok es una científica soviética empleada por Vándalo Salvaje para desarrollar un "hombre nuclear" compuesto (Firestorm soviético) similar a Firestorm; Salvaje había presenciado a Firestorm en acción una década antes como parte del equipo de Rip Hunter. Salvaje y Vostok capturan al Dr. Martin Stein y torturar a sus aliados para obligarlo a divulgar los secretos de la matriz. Vostok descubre que Stein es parte de la matriz y lo obliga a fusionarse con ella. Ella ignora su advertencia de que el resultado será inestable sin el "empalmador cuántico" desarrollado para estabilizar el proceso de fusión. Jefferson Jackson, la otra mitad de la matriz de Firestorm, alienta a Stein a luchar contra el control de Vostok, y le da a Jackson la oportunidad de tocar el compuesto y liberar a Stein. Vostok pierde el control de la matriz y la energía se libera como una explosión nuclear. El equipo de Hunter se escapa, pero el estado de Vostok no se revela.
- Valentina Vostok, también conocida como "Moscú" , aparece en el episodio "Space Patrol" de Doom Patrol, interpretado por Mariana Klaveno. Esta encarnación es miembro de Pioneers of the Uncharted, un equipo de investigación enviado al espacio por el Jefe en 1955 para encontrar una fuente de poder dilatador del tiempo. Sus compañeros de equipo Zip y Spec mueren durante la misión, pero Vostok hace contacto con la fuente, que descubre es una entidad de energía negativa que habita en su cuerpo. Más de 60 años después, la ahora eterna Valentina regresa a la Tierra para poder usar la atmósfera del planeta para matar esporas alienígenas que reanimaron los cuerpos de Zip y Spec. Esto conduce a una conversación personal entre ella y Larry Trainor, sobre sus experiencias con sus entidades de energía negativa y cómo afectó sus vidas. Ella lo invita a unirse a ella para regresar al espacio una vez que termine de cortar sus lazos con la Tierra, pero Larry se niega a favor de reparar su relación con su familia.

### Animación
- Valentina Vostok como Mujer Negativa aparece en la tercera temporada de Young Justice en el episodio "Nightmare Monkeys" en un segmento de ensueño que Beast Boy llama "Doom Patrol Go!". Tara Strong la expresa. Esta encarnación del personaje lleva al lugar de Hombre Negativo como una referencia al rol del papel de Raven en Teen Titans Go!.